# Owocożer żółtooki
Owocożer żółtooki (Ptilinopus arcanus) – gatunek małego ptaka z podrodziny treronów (Raphinae) w obrębie rodziny gołębiowatych (Columbidae). Od momentu odkrycia na filipińskiej wyspie Negros w 1953 nie miała miejsce pewna obserwacja, istnieją jedynie niepotwierdzone informacje o trzech odstrzelonych osobnikach. Uznany za krytycznie zagrożonego.

## Taksonomia
Po raz pierwszy gatunek opisali Sidney Dillon Ripley i D.S. Rabor w 1955 na łamach „Postilla”. Holotypem była dorosła samica odstrzelona 1 maja 1953 na wulkanicznej górze Kanlaon na wyspie Negros (Filipiny). Autorzy nadali gatunkowi nazwę Ptilinopus arcanus. Nazwa ta jest obecnie (2020) podtrzymywana przez Międzynarodowy Komitet Ornitologiczny. Prócz samicy postrzelono również drugiego, towarzyszącego jej ptaka, prawdopodobnie samca; ptak niefortunnie zniknął w podszycie i badacze nie mogli go odnaleźć. Pokrewieństwo owocożera żółtookiego nie jest jasne. Zasugerowano, że może to być karłowaty owocożer barwny (Ptilinopus occipitalis); w ocenie mogłoby pomóc pozyskanie drugiego okazu.
Epitet gatunkowy arcanus oznacza „skryty, ukryty”. Holotyp znajduje się w Yale Peabody Museum of Natural History pod numerem YPM 23535.

## Morfologia
Oszacowana długość ciała holotypu to 16,5 cm. Czyniłoby to przedstawicieli tego gatunku jednymi z najmniejszych ptaków Ptilinopus, których przeciętna długość ciała to 25 cm; podobnie małe rozmiary osiągają jedynie owocożery karłowate (Ptilinopus nainus). Wymiary szczegółowe samicy: długość skrzydła – 100 mm, dzioba – 13 mm, ogona – 54 mm. Nie wiadomo jaki kolor ma tęczówka i rogowe części u żywego ptaka; Alcala nie był w stanie przypomnieć sobie tej informacji.
Poniższy opis dotyczy holotypu. Czoło szare, nad okiem pióra przechodzą w kolor jabłkowej zieleni. Podobny jaskrawy kolor cechuje pióra pozostałych części wierzchu i spodu ciała. Na pierwszej lotce występuje mocna emarginacja. Lotki pierwszego rzędu czarniawe, II i III lśniące, szmaragdowe z zielonymi krawędziami tworzącymi żółty pasek skrzydłowy. Środkowa para sterówek zielona, pozostałe 4 pary mają szaroczarne chorągiewki wewnętrzne i słabo zarysowane białe plamy przed końcem ogona. Gardło białawe, płynnie przechodzi w zieloną barwę spodu ciała. U spreparowanego już ptaka dziób czarny, stopy fioletowoczerwone, naga skóra wokół oka żółtawa.

## Zasięg występowania
Jedyna pewna obserwacja miała miejsce przy odkryciu gatunku. Według jednej niepotwierdzonej informacji od byłego myśliwego z Valencia miał on zastrzelić dwa ptaki w regionie wyspy znanym jako Mantiquill (9°10,2′N 123°03,0′E/9,170000 123,050000).

## Ekologia
Holotyp odstrzelono na wysokości około 1100 m n.p.m. (3600 stóp); ptak przebywał na wysokim, owocującym drzewie. Odstrzelenie ptaka, możliwe że przedstawiciela P. arcanus, w 2008 miało miejsce na wysokości 784 m n.p.m.

## Status i zagrożenia
IUCN uznaje owocożera żółtookiego za krytycznie zagrożonego wyginięciem (CR, Critically Endangered) nieprzerwanie od 1988. Od czasu odłowienia holotypu w 1953 nie pozyskano innego okazu, nie miała również miejsca żadna pewna obserwacja; istnieją jedynie doniesienia o trzech odstrzelonych osobnikach gatunku. Według René Vendioli, byłego myśliwego z miasta Valencia, miał on ostatni raz widzieć tego ptaka w 1985, kiedy to odstrzelił dwa osobniki. Wskazał również lokalizację; w 2010 została ona zbadana i okazało się, że rosną tam lasy, które potencjalnie mogłyby być wybrane na środowisko życia przez owocożery żółtookie. W lutym 2008 pewien lokalny przewodnik doniósł o myśliwym, który zastrzelił zielonego gołębia z żółtą obrączką; przewodnik twierdził, że choć mieszka na tej wyspie od dzieciństwa, nigdy takiego ptaka nie widział.
Prawdopodobnie kłusownictwo i wycinka drzew stanowią główne zagrożenie dla tych ptaków. W 1988 jedynie 4% powierzchni Negros było zalesione. Możliwe, że owocożery żółtookie występują nadal na wyspie ze względu na dostępne jeszcze na niej lasy z dużą ilością drzew figowych. W 2005 okazało się, że papugi kusogonki (Bolbopsittacus lunulatus) nie są wcale rzadkie, a jedynie bardzo skryte i tak naprawdę to pospolity gatunek.